# 鳥呑爺
鳥呑爺（とりのみじい）は、日本の民話の一つ。「隣の爺型」昔話に分類される。

## 解説
うっかり小鳥を生きたまま飲み込んだ老人が面白い音の屁をひるようになり、殿様の前で演じて褒美をもらう。隣の爺が真似て鳥を飲み込むが、おかしな鳥の音、あるいは臭い屁や糞を出して罰せられる。後にアイヌ民族にも伝わり、アイヌの口承文学・「パナンペとペナンペ」の一ジャンルになった。

## あらすじ
新潟県南魚沼郡の例
ある村によい爺と悪い爺があった。働き者のよい爺は雪解けとともに山の畑を耕し、煙草で一服していたところ、美しい鳥の音が聞こえてきた。
「綾チューチュー コヤチューチュー 錦サラサラ五葉の松 タベテ申セバ ビララビーン」
爺が美声に感心して「俺の舌の上で鳴いてみせんか」と言うと、小鳥は爺の舌の上で鳴いた。あまりにもいい声なので爺が生唾を飲み込んだ拍子に、うっかり鳥まで飲み込んでしまった。爺が慌てると鳥が腹の中で「心配するな。すぐに街道に出て桜の木に登んなんせ。殿様の行列が来たら腹を叩いて合図しなんせ。それを合図に歌うすけ、きっと褒美をどっさりくれる」という。爺が言われたとおりに木の上で腹を叩けば、鳥が腹の中で「綾チューチュー…」と鳴く。爺は殿様から褒められ褒美をもらった。
隣家の悪い爺がこれを聞きつけ、自分も山の畑で声のいい鳥を探す。すると
フックラフク キンタマキ
と鳴く鳥を見つけたのでさっそく飲み込み、殿様の行列の前で鳴かせようとした。だが腹の中の鳥は一度「フックラフク…」と鳴いたきり、悪い爺は殿の家来に偽物だとして責められ、血まみれになって逃げだす。
悪い爺は家に着いたところで倒れる。家の二階で爺の帰りを期待して待っていた婆は、その拍子に梯子段から落ちて脚を折ったとさ。

## 地方ごとの差

### 屁が出る原因
「鳥を生きたまま飲み込む」以外に、ただ「鳥を汁物にして食べる」（高知県幡多郡、島根県仁多郡、秋田県仙北郡）、「鳥に食い荒らされた弁当の残りを食べる」（兵庫県氷上郡、福井県坂井郡、石川県鳳至郡）などの例がある。

### 鳴き声、あるいは屁の音のバリエーション
- 愛知県南設楽郡「かねこぴっぴおんとのさまのおたから」[8]。
- 静岡県富士郡「ぴんぴょどりごりょうおんところれ」[8]。
- 岐阜県大野郡「ちんちんぽこぽこ、おれのんだ、爺探しのきおろせ ほうほけきょ」[9]。
- 岐阜県高山市「ちんちんからから ぶいぶい こがねの玉からとっちんばい」[9]。
- 長野県小県郡「ちちんぴょろ こよのお宝 ちゃんと持てこよう びんちゃん ころころろーん」[10]
- 石川県加賀市「しじゅうびーからよんちょろりん」[7]
- 新潟県見附市「うみや ちょうちょう にしき さらさら ごよのたからまちは おびびのびや」[11]
- 埼玉県坂戸市「ぷうやぷうやぷやのかんころ餅 へちゃぶちゃぷうぷう」[12]
- 福島県南会津郡「あらじゅじゅ 黄金さらさら 五葉の宝をもってまいれ ちちんぽろりんぷう」[13]
- 宮城県伊具郡「あやちゅーちゅー にしきさらさら ごよーのまつ 下からびーん」[5]
- 青森県上北郡「ちんちんからから しょっちしょっち おんたからのぶーん」[14]
- 北海道登別市（北海道アイヌ）「カニツンツン ピイツンツン カニチャララ ピイチャララ」[15]
- 樺太庁豊栄郡栄浜村（樺太アイヌ）「カニトント カニトント シペチャララ プユユップッ」[16]